# Air-Glaciers
Air-Glaciers est une compagnie d'aviation suisse qui propose des services de transport aérien ainsi qu'un service de secours en montagne utilisant des hélicoptères.

## Historique

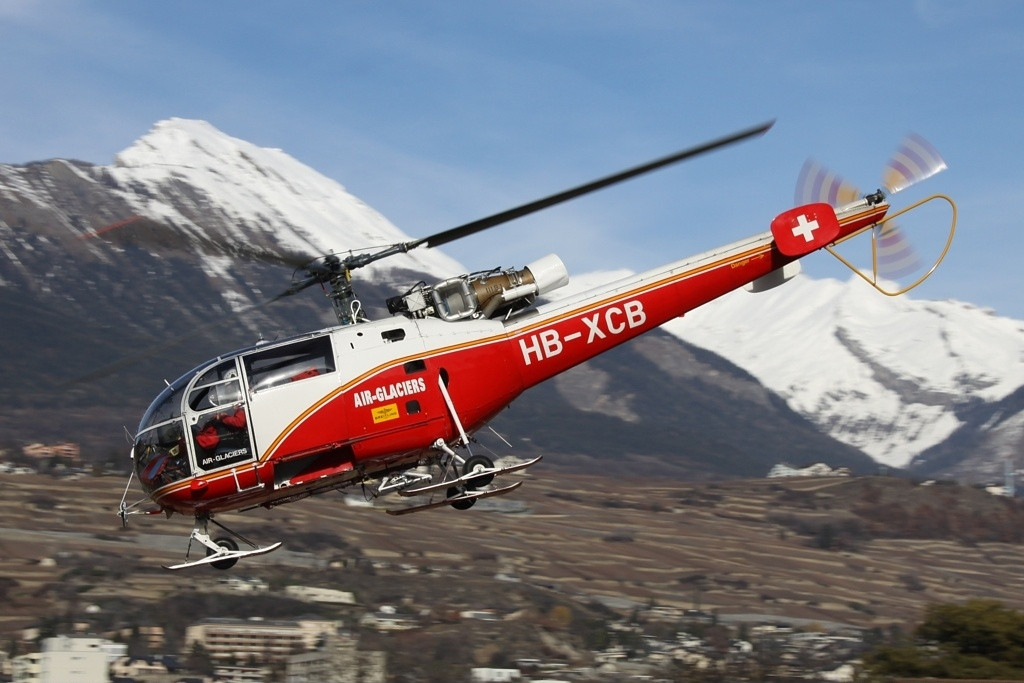
L'Alouette III HB-XCB au décollage de Sion en 2011. Acquise en 1966 et retirée du service de vol en 2014 (mais encore immatriculée en 2018), elle était à la fois la première Alouette III de la compagnie et la première civile de Suisse. Avec le Lama, ce type d'hélicoptère est devenu l'appareil emblématique d'Air Glaciers.

### Création
Air-Glaciers est fondé en 1965 par Bruno Bagnoud, Hermann Geiger et Fernand Martignoni. La même année est acheté le premier hélicoptère de type Sud-Aviation SA316 Alouette III (HB-XCB) et d'un avion Pilatus PC-6/A Turbo-Porter (HB-FAD). Hermann Geiger décède en 1966 sur l'aéroport de Sion dans un crash entre un planeur et son avion.

### Développement
Le 10 octobre 1967, l’obtention d’un contrat pour une mission financée par les Nations unies au Mali, permet l'acquisition d'une Alouette III (HB-XCM) qui a immédiatement pris l’air, accompagnée d’un nouveau Pilatus PC-6 (HB-FCM), à destination de Kayes au Mali. Cette mission a permis de consolider Air-Glaciers, d’agrandir le parc d’aéronefs et surtout d'aborder le développement des multiples activités aéronautiques en montagne.[réf. nécessaire]
La carte de sauvetage d'Air-Glaciers est créée en 1970. Le premier hélicoptère Sud-Aviation SA315B Lama (HB-XDG) est acquis en 1971.[réf. nécessaire]
En 1982, Fernand Martignoni décède dans l'accident de son hélicoptère, l'Alouette III immatriculée HB-XCM, qui s'écrase après avoir touché le câble d'un téléphérique desservant un chalet d’alpage au-dessus des Diablerets. Le premier vol en avion depuis Sion à destination de la Corse est réalisé en 1983.[réf. nécessaire]
En 1995, le gouvernement suisse cesse complètement son service public de sauvetage en montagne, déléguant entièrement ce service à des entreprises privées, dont Air-Glaciers.
La création d'un service d'ambulance à Sierre voit le jour en 1998. En 2001, c'est l'achat du premier Écureuil B3, le HB-ZCZ et en 2014, la fin de vie de la dernière Alouette III des Alpes le HB-XOF, c'est aussi la fin du service d'ambulance. Eurocopter AS 350 Écureuil B2[réf. nécessaire].

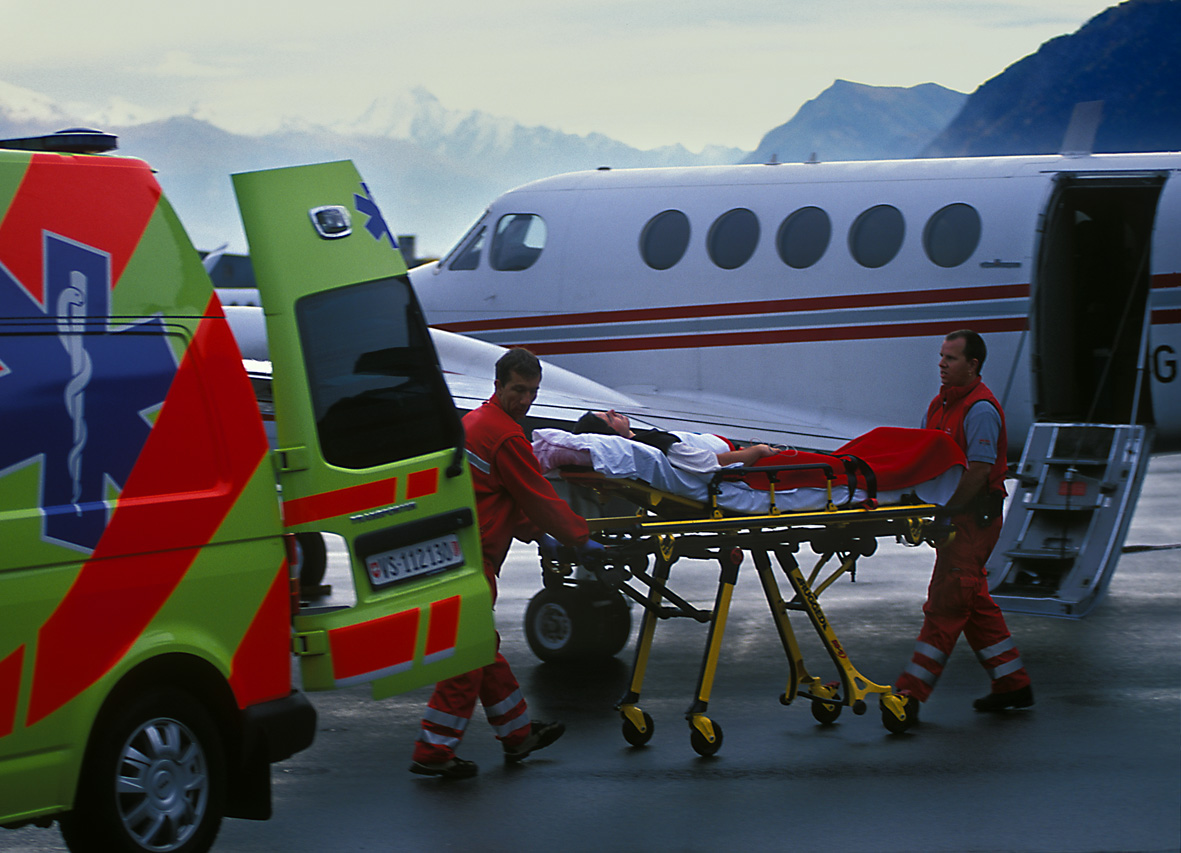
Super King Air 200 en configuration médicale avec service ambulance à Sion en 2009.

En mars 2002, la ligne Sion - Zurich est abandonnée en raison du nombre trop faible de passagers.

### Difficultés financières et restructurations
En 2015, Air-Glaciers accuse une dette de 2 millions de francs et doit vendre son hangar de l'aéroport de Sion. Fin 2018, le président d'Air-Glaciers annonce la fin des vols charters car l'entreprise perdait environ 1 million de francs ; par ailleurs le retrait de l'armée de l'aéroport de Sion laissait un certain doute sur l'avenir de cette plateforme. Air-Glaciers licencie alors 4 pilotes. La compagnie conserve cependant les vols à destinations de Saint-Tropez au départ de Genève et Sion pour la saison 2019, puis les transfère à une compagnie partenaire en 2020. En 2019, les comptes de la société sont toujours dans le rouge, enregistrant une perte de 1,5 million francs. En mars 2020, à 85 ans, Bruno Bagnoud démissionne de son poste de PDG d'Air-Glaciers, et la société fusionne avec Air Zermatt, bien que les deux entités maintiennent leur marque et équipe dirigeante distincte. Une restructuration est cependant engagée, avec la cession d'une base à Neuchâtel, des drones et des avions de l'entreprise. Seuls les hélicoptères (une quinzaine) sont conservés.
À cause de la pandémie de Covid-19 en Suisse, l'activité d'Air-Glaciers sur l'année 2020 s'écroule, avec une baisse de 90 % des demandes de secours en montagne, et une baisse de 70 % sur les vols commerciaux. 60 emplois sont menacés.
Début 2023, la Rega conteste l'attribution du marché du sauvetage héliporté en Valais à Air Glaciers-Zermatt auprès du Conseil d'État valaisan. La Rega fait valoir son arsenal plus adapté au sauvetage et sa plus grande solidité financière,.

## Activités

Ancien logo d'Air-Glaciers.

L'activité hélicoptère consiste en des vols de sauvetage, en particulier en montagne, de transport (ravitaillements des cabanes de haute montagne, coupe de bois, paravalanches, montage de pylônes, bacs ou caissettes (32 par rotation) à vendanges, matériels de construction, notamment du béton), d'aspersion de cultures, en particulier des vignes, d'héliski, d'école de pilotage et de vol film / photo.
Air-Glaciers assure en moyenne 2 500 opérations de sauvetage par an. La société vend des cartes de sauvetage à ses quelque 80.000 abonnés à ses services.
L'activité avion d'Air Glaciers consistait en des vols charters en partance de Sion et de La Chaux-de-Fonds (Les Éplatures) à destination de Calvi en Corse du nord et de Figari en Corse du sud, l'Aéroport de Marina di Campo sur l'île d'Elbe en Italie, Saint-Tropez dans le Sud de la France, de Pâques à début novembre et Pula en Croatie ainsi que des vols taxis, notamment depuis l'aérodrome de Saanen. L'activité se concentre dorénavant sur les rapatriements sanitaires, des vols de parachutisme en PC-6 et des vols touristiques au-dessus des Alpes en Cessna 206. Le président mise également sur une activité "drones" où il voit un fort potentiel,.
Jusqu'en 2020, Air-Glaciers était équipé d'avions de type B200 Super King Air. Aujourd’hui la compagnie ne possède plus que des hélicoptères, intégrés à un dispositif de secours en montagne,.

## Bases d'opérations
- L'aéroport de Sion (VS) est la principale base d'opérations d'Air-Glaciers : siège, service technique Air-Glaciers SA, la majorité des hélicoptères y sont basés.
- L'héliport de Lauterbrunnen (BE) : 3 x AS.350B3 Écureuil
- L'aérodrome de Saanen (BE) : AS.350B3 Écureuil
- L'héliport de Collombey (VS) :
- L'héliport de Leysin (VD) : AS.350B3 Écureuil
- L'héliport de Gampel (VS) : AS.350B3 Écureuil

## Flotte
Voici les aéronefs opérés par Air Glaciers au 29 décembre 2021. Certains appareils ne sont pas la propriété de la compagnie.
| Aéronefs                          | En service | Usage                                                   | Base                                   | Remarques vignette                                               | Image |
| --------------------------------- | ---------- | ------------------------------------------------------- | -------------------------------------- | ---------------------------------------------------------------- | ----- |
| Eurocopter AS 350 Écureuil B3     | 8          | Travail aérien, vol de plaisance, vol taxi et sauvetage | Lauterbrunnen, Sion, Leysin, Saanen    | HB-XQJ, HB-ZCZ, HB-ZHY, HB-ZAN, HB-ZNA, HB-ZNJ, HB-ZNR et HB-ZUT |       |
| Eurocopter AS 350 Écureuil B2     | 4          | Travail aérien et vol de plaisance                      | Les Éplatures                          | HB-XVB, HB-ZQT, HB-ZYE et HB-ZYF                                 |       |
| EC135 T1 (CDS) /T2E/T2+/T3 (CPDS) | 4          | Sauvetage et transport médicalisé                       | Lauterbrunnen, Saanen, Collombey, Sion | HB-ZRK (T1 CDS), HB-ZUI (T2E), HB-ZUC (T2+) et HB-ZEF (T3 CPDS)  | ☢     |

### Hélicoptères
- - HB-ZCZ (s/n 2001) livré le 30 juillet 2001. Sion
  - HB-XQJ (s/n 1998) opéré depuis mars 2009, acquis en juillet 2010 auprès de Heli-Linth AG. Il opère depuis Saanen.
  - HB-ZNA (s/n 4082) opéré depuis juillet 2009 (propriétaire 2009-2012 : Helipool Europe GmbH), acquis en janvier 2018 auprès de Pamp Ventures SA.  Il opère depuis Lauterbrunnen.
  - HB-ZNJ (s/n 4939) opéré depuis mars 2017 (propriétaire : Yankee Lima Suisse SA). Il opère depuis Sion.
  - HB-ZUT (s/n 4612) opéré depuis mai 2012 (propriétaire : Share Plane AG), acquis d’occasion en décembre 2012 auprès d'Air Engiadina AG. Il opère depuis Lauterbrunnen.
  - HB-ZHY (s/n 4220) opéré depuis décembre 2012 (propriétaire : MX Management AG), acquis d’occasion en décembre 2012 auprès d'Heli Bernina AG. Il opère depuis Lauterbrunnen.
  - HB-ZNR Kari (s/n 7905) opéré depuis juin 2015 (propriétaire : Skyrock GmbH), acquis d’occasion en juin 2015 auprès d'Europavia (Suisse) SA. Il opère depuis Lauterbrunnen.
  - HB-ZTU (s/n 3449) opéré depuis septembre 2015, acquis d'occasion par Yankee Lima Suisse SA. Il opère depuis Leysin.
  - HB-ZOU (s/n 8490) opéré depuis mai 2019 (propriétaire : Snowland Europe sa), acquis d’occasion en mai 2019 auprès Lion Air Skymedia . Il opère depuis Sion.
  - HB-ZLV (s/n 4582) opéré depuis Juillet 2019 (propriétaire : Helitv SA), acquis d’occasion en juillet 2019 auprès héli-tv sa . Il opère depuis Sion.
- 1 x Eurocopter AS 350 Ecureuil B2. 
  - HB-XVB (s/n 2340) opéré depuis décembre 2011, acquis d'occasion par Swiss 3000 Sarl (2011-2018), propriété de Gigot Constructions SA depuis février 2018. Il opère depuis Les Eplatures.
  - HB-ZQT (s/n 2557) opéré depuis février 2020, propriété de Gigot Constructions SA. Il est basé aux Eplatures, mais opère aussi depuis Sion pendant la saison des épandages.
- 1 x EC135 T1 (CDS) (HB-ZRK). Il opère depuis Lauterbrunnen.

- 1 x EC135 T2E (HB-ZUI) en service depuis le 18 décembre 2021, il opère depuis la base de Saanen[17].
- 1 x EC135 T2+ (HB-ZUC) (s/n 1025) en service depuis 12 octobre 2021 (exploité par Air-Glaciers mais propriété d'Air Zermatt), acquis d’occasion en tant que I-HFVG auprès de la compagnie italienne Eli friulia[18]. Il opère depuis Collombey[19].
- 1 x Airbus  H135 T3 CPDS (HB-ZEF) (s/n 259) propriété d'Air Zermatt et opéré depuis Sion par Air-Glacier.[réf. nécessaire]

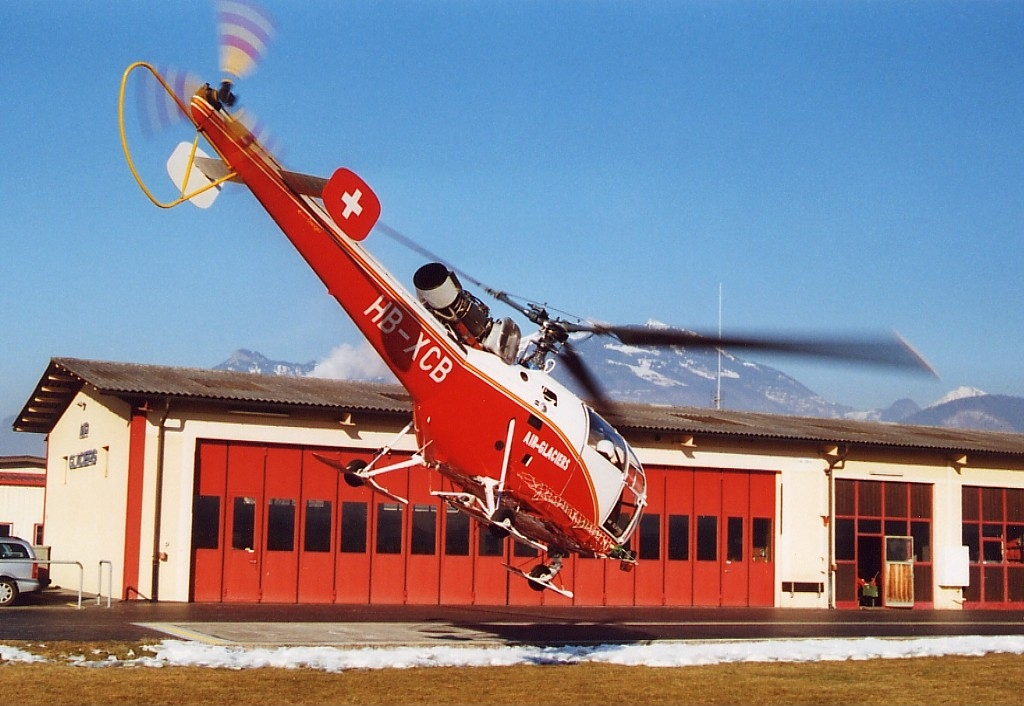
Décollage de l'Alouette III HB-XCB depuis l'héliport de Collombey en janvier 2002.
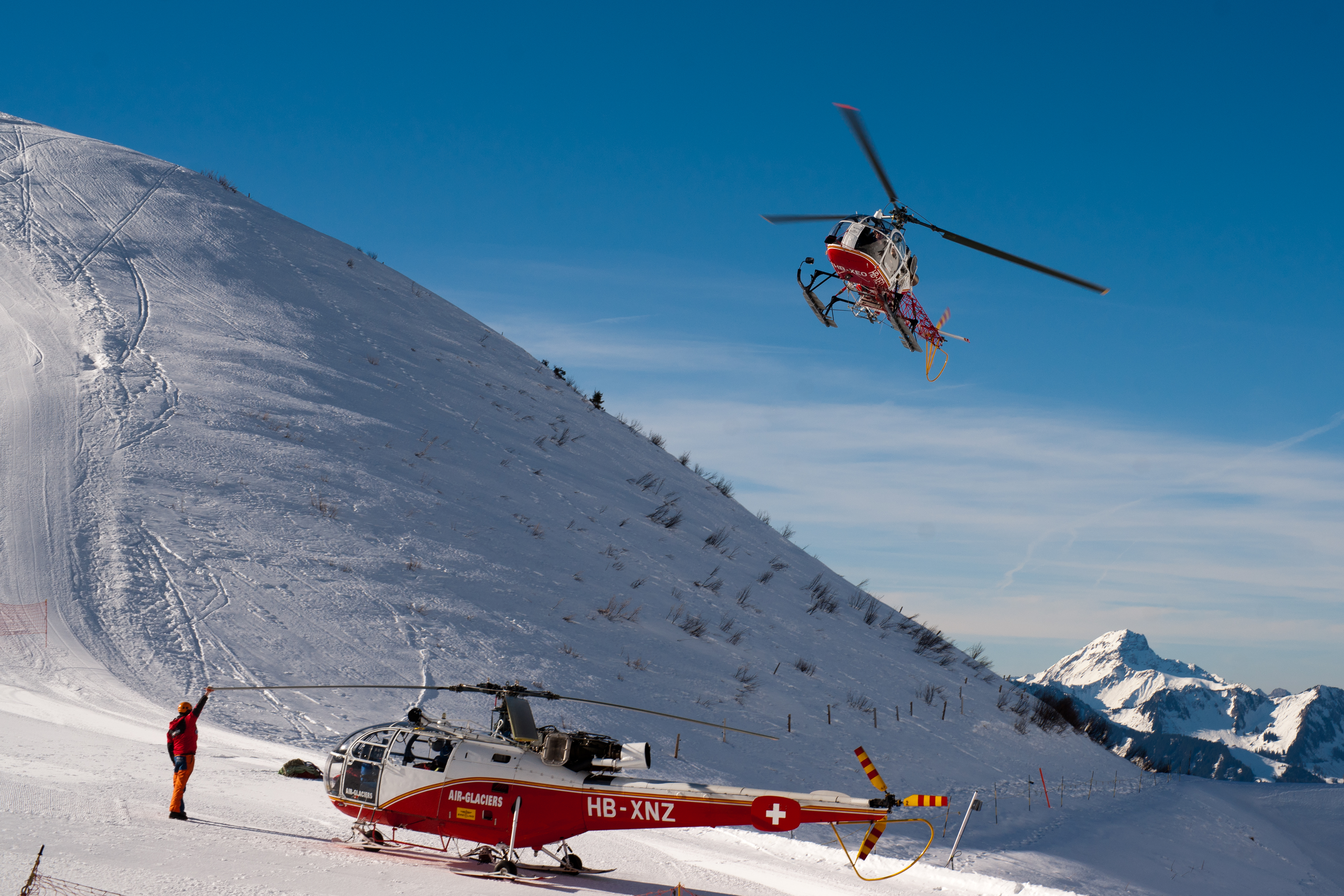
Un Lama en approche pour se poser à côté d'une Alouette III à Leysin.
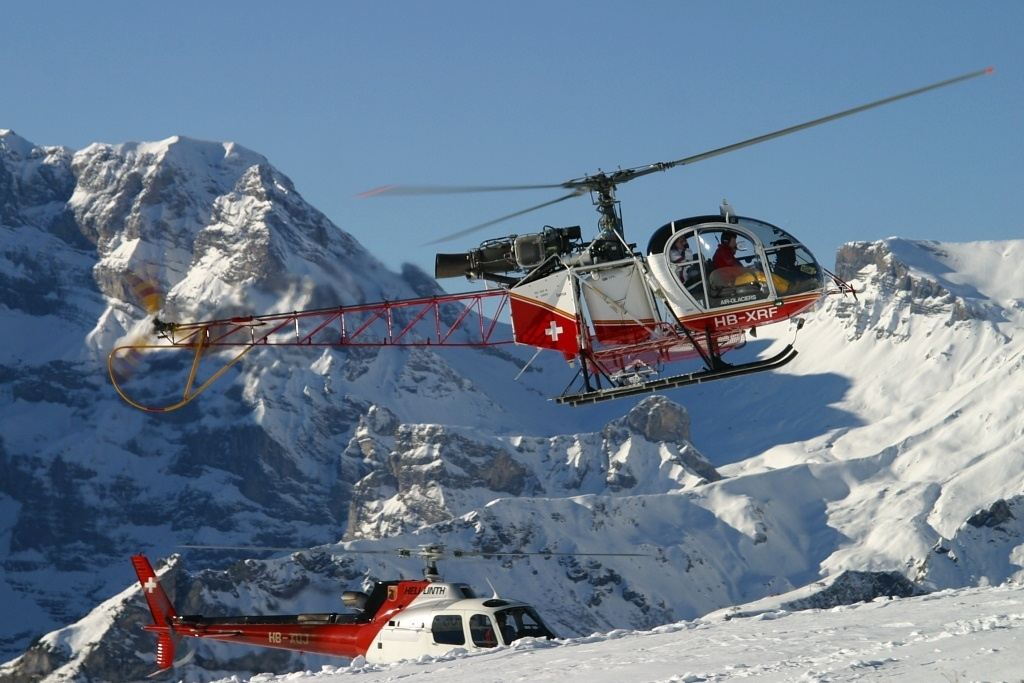
Lama et Écureuil au Lauberhorn en 2007

### Retirés du service

#### Hélicoptères
- Sud-Aviation SA316 Alouette III

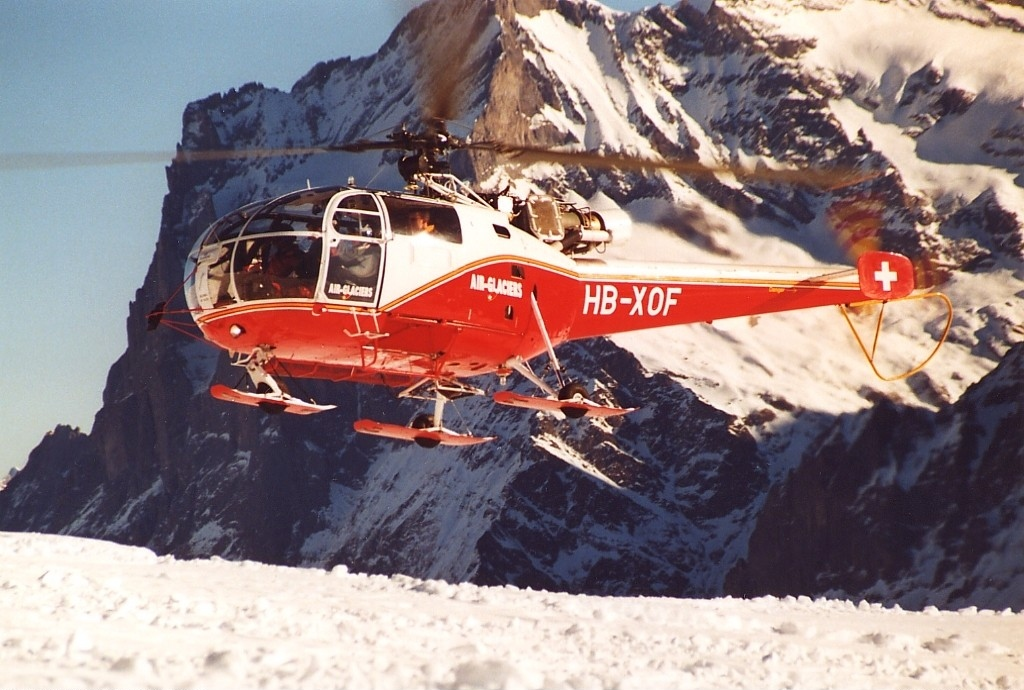
Atterrissage de l'Alouette III HB-XOF au Lauberhorn en janvier 2002

  - SA.316B HB-XCB, SE-3160 (S/N 1259) acquis en 1966, accidenté le 4 février 1974 à Iselle en Italie. L'appareil est stocké puis reconstruit en SA.316B et réimmatriculé le 17 novembre 1987. Retiré du service de vol, il est toujours immatriculé.
  - SE.3160 HB-XCM (S/N 1019) acquis en 1967, endommagé le 26 décembre 1993, la cabine est exposée.
  - SE-3160 HB-XOE (S/N 1019) acquis d'occasion en 1983 de la Force aérienne royale danoise (M-019), vendu en 2013.
  - SE-3160 HB-XOF (S/N 1439) acquis d'occasion en 1983 de la force aérienne danoise (M-439), retiré du service le 18 juin 2014.
  - SA.316B HB-XNZ (S/N 1071) acquis d'occasion en 1987 de Rhein Helikopter (SE-3160), retiré du service en 2013 après avoir atteint le nombre maximum d'heures de vol de la machine. Le fuselage est vendu en Norvège.
  - SA.316B HB-ZEQ (S/N 1152) acquis d'occasion en 2003 de la sécurité civile française (F-GOZR), retiré du service en 2013. Il s’agissait de la dixième Alouette III d'Air Glaciers.

- Sud-Aviation SA315B Lama : HB-XRE, HB-XZU, HB-ZHZ, HB-ZMT, HB-XZU, HB-ZHZ [20]

- EC135 T1 (CDS) (HB-ZIR, Obélix). L'appareil a été accidenté au Col du Grand-Saint-Bernard le 24 mars 2018 lors d'une mission de sauvetage. Peu après le décollage, l'EC135 est entré en collision avec le terrain et s'est affaissé dans la neige et il a été remplacé par HB-ZEF/ EC 135 T3 acquis auprès de AIR-ZERMATT d'occasion depuis juillet 2018 Basé à Sion.

- Bell 206B Jet Ranger (s/n 4180 / HB-XYW), contrat de location avec équipage auprès d'Airport Helicopter Basel / Business Helicopter Services Ltd entre 2006 et 2007
- Eurocopter EC120 Colibri (s/n 3536 / HB-ZFB), propriété de Farner Air Service Swiss SA, opéré de 2008 à 2012.
- EC-130B4 (s/n 3842 / HB-ZJZ), propriété de Helipool Europe GmbH, opéré par Air Glaciers en été 2010 entre novembre 2010 et avril 2013

#### Avions
| Aéronefs                           | Versions                             | Nombre | Immatriculation         | Période d'immat.                  | Remarques |
| ---------------------------------- | ------------------------------------ | ------ | ----------------------- | --------------------------------- | --- |
| Pilatus PC-6 Porter / Turbo Porter | PC-6 Porter                          | 2      | HB-FAP (s/n 339)        | 25 octobre 1965 - 6 mars 1967     | acquis pour les pièces détachées de l'Aéro-Club de Suisse (section Valais) qui l'avait accidenté sur le glacier des Audannes le 20 août 1965. |
| Pilatus PC-6 Porter / Turbo Porter | PC-6 Porter                          | 2      | HB-FCG (s/n 513)        | 23 février 1966 - 28 octobre 1966 | vendu à Air Alpes (F-BOJJ). |
| Pilatus PC-6 Porter / Turbo Porter | PC-6/A                               | 1      | HB-FAD (s/n 515)        | janvier 1966 - 2 juin 1977        | . Premier PC-6 d'Air Glaciers, acheté en 1965. |
| Pilatus PC-6 Porter / Turbo Porter | PC-6/A-H2 / PC-6/B1-H2               | 1      | HB-FCM (s/n 618)        | 29 avril 1966 - décembre 1972     | acquit neuf avec Pilatus pour un contrat de l'ONU au Mali, convertit en PC-6/B1-H2 en 1969, accidenté le 26 août 1972 à Frienisberg (BE). |
| Pilatus PC-6 Porter / Turbo Porter | PC-6/A1-H2 / PC-6/B1-H2 / PC-6/B2-H2 | 1      | HB-FDU (s/n 663)        | 11 avril 1968 - 24 juin 2020      | PC-6/A1-H2 acquis neuf avec Pilatus, modifié en PC-6/B1-H2 en 1970 et en PC-6/B2-H2 en 1991, vendu à Yankee Lima Suisse SA |
| Pilatus PC-6 Porter / Turbo Porter | PC-6/B1-H2                           | 3      | HB-FDF (s/n 629)        | 20 avril 1970 - novembre 1970     | acquis d'occasion avec Pilatus de Farmers Air, repris par Pilatus. |
| Pilatus PC-6 Porter / Turbo Porter | PC-6/B1-H2                           | 3      | HB-FFY (s/n 679)        | 26 mai 1972 - 16 février 1976     | ancien avion de démonstration de Pilatus de 1970, accidenté à Sion le 31 décembre 1976. |
| Pilatus PC-6 Porter / Turbo Porter | PC-6/B1-H2                           | 3      | HB-FFM (s/n 696)        | février 1977 - septembre 1977     | acquis d'occasion avec Alpair. |
| Pilatus PC-6 Porter / Turbo Porter | PC-6/B2-H2                           | 3      | HB-FCT (s/n 637)        | 22 mars 1979 - 24 avril 2014      | acquis d'occasion à SATA, propriété de Scenic Air AG, dès septembre 2013, vendu à Aviastar Helsinki Oy (OH-WSA). |
| Pilatus PC-6 Porter / Turbo Porter | PC-6/B2-H2                           | 3      | HB-FIS (s/n 685)        | 22 juillet 1986 - 12 mai 1987     | acquis d'occasion avec Industrie Leasing SA, l'appareil s'est écrasé le 18 avril 1987 à Casale Monferrato en Italie. |
| Pilatus PC-6 Porter / Turbo Porter | PC-6/B2-H2                           | 3      | HB-FFW (s/n 735)        | 5 mai 1980 - 31 décembre 2007     | acquis d'occasion de Pilatus, louer à Zimex en 1993/1995 et à Scenic Air en 2000/2001. Cet appareil apparait dans la première scène du film James Bond GoldenEye, lorsque 007 quitte la fabrique d'arme d'Arkhangelsk (Vidéo). Portant sa livrée blanche et rouge d'Air Glaciers, des étoiles rouges permettent de l'identifier à l'armée russe. |
| Pilatus PC-6 Porter / Turbo Porter | PC-6/B2-H4                           | 1      | HB-FKL (s/n 867)        | 27 février 1990 - 7 juillet 1992  | acquis avec Weibel Hanspeter, vendu à Flugbetriebs AG Sitterdorf. |
| Beechcraft King Air                | B200 Super King Air                  | 3      | HB-GIL (s/n BB-194)     | 1 juin 1990 - 31 décembre 2020    | Vol charter, vol taxi et évacuation sanitaire depuis Sion et [[Aéroport régional Les Éplatures\|Les Éplatures[réf. nécessaire]]] |
| Beechcraft King Air                | B200 Super King Air                  | 3      | HB-GJI (s/n BB-451)     | 20 mars 1996 - 15 octobre 2020    | Vol charter, vol taxi et évacuation sanitaire depuis Sion et Les Éplatures.[réf. nécessaire] |
| Beechcraft King Air                | B200 Super King Air                  | 3      | HB-GJM (s/n BB-255)     | 21 avril 1999 - 2020              | Vol charter, vol taxi et évacuation sanitaire depuis Sion et Les Éplatures. Vendu à Air Mountain Compagnie d'Aviation SA.[réf. nécessaire] |
| Cessna 206                         | U206G Stationair                     | 1      | HB-CGW (s/n U206-04822) |                                   | Vol de plaisance depuis Sion, vendu à Evazion Camps et chalets de vacances[réf. nécessaire] |
| Piper PA-18                        | PA-18 "150" Super Cub                | 1      | HB-ORN (s/n 18-7514)    |                                   | Vol de plaisance depuis Sion, vendu à Bruno Bagnoud[réf. nécessaire] |
| Embraer EMB-505 Phenom 300         |                                      | 1      | HB-VPO (s/n 50500367)   | 2016                              | |
| Cessna CitationJet                 | 525 Citation M2                      | 1      | HB-VPH (s/n 525-0862)   | été 2017                          | opéré durant l'été 2017 pour des vols taxis à destination de différents aéroports en Europe.[réf. nécessaire] |

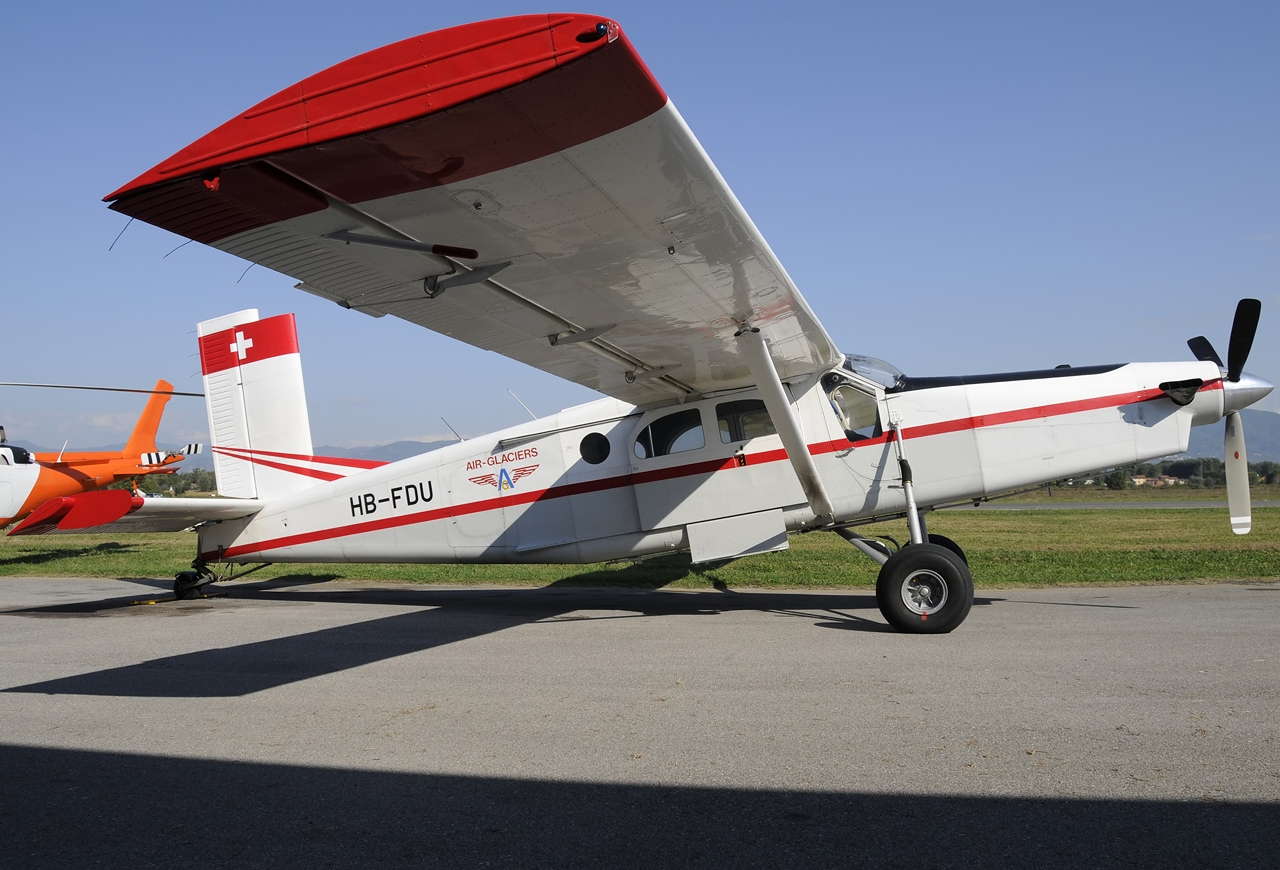
Pilatus PC-6-B2-H2 Turbo Porter (HB-FDU) à l'aéroport de Lucques-Tassignano en Italie en 2008
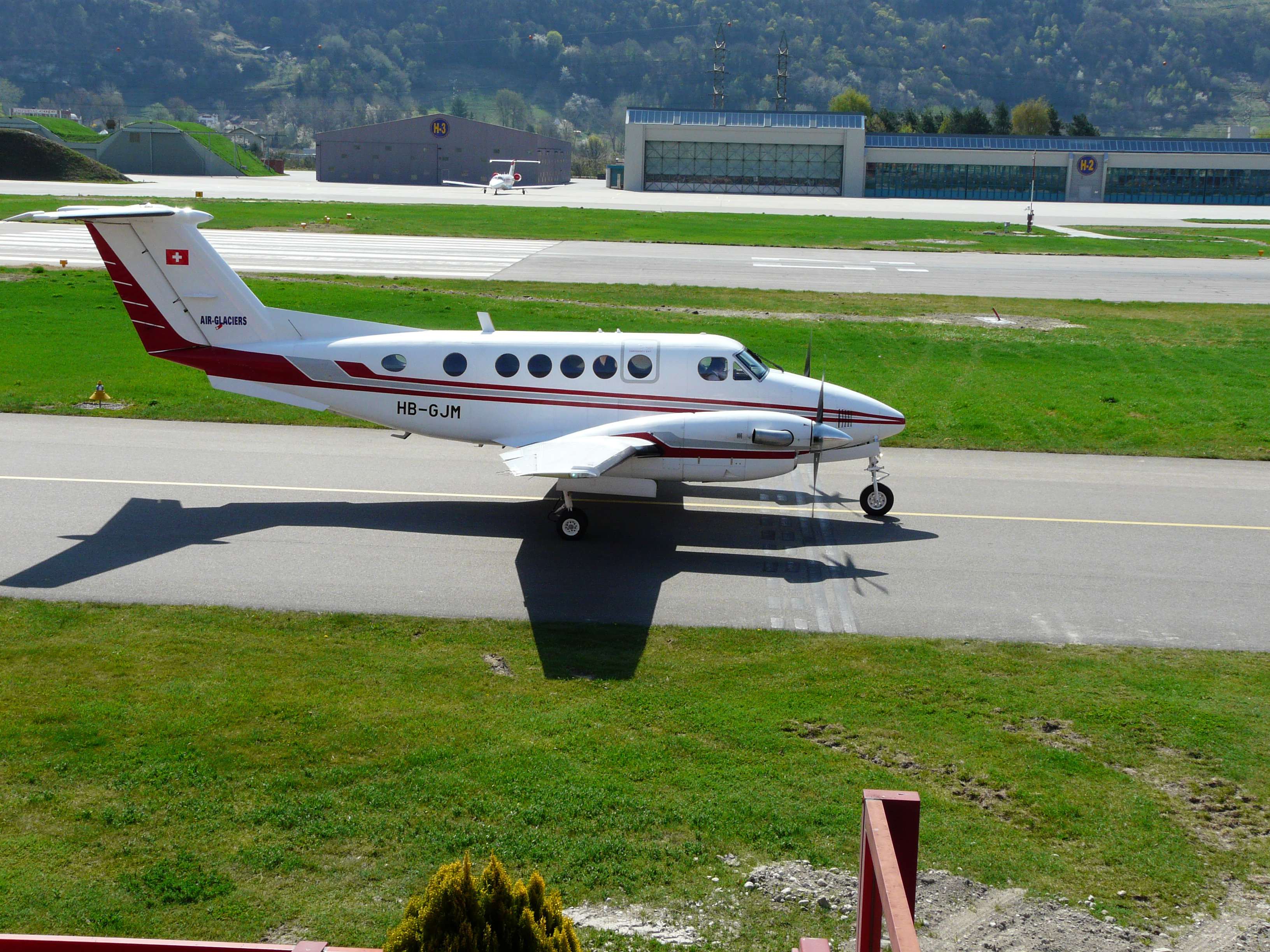
Beechcraft Super King Air 200 (HB-GJM) à l'aéroport de Sion en 2009
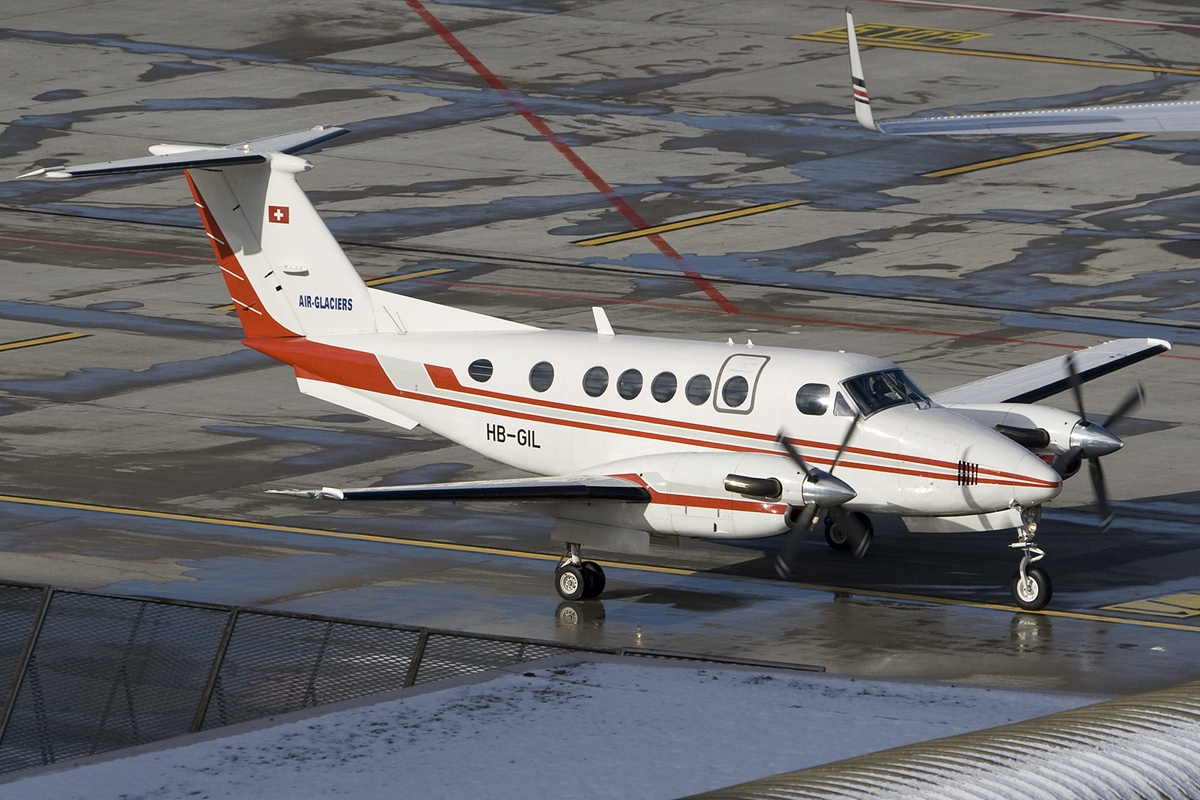
Super King Air 200 (HB-GIL) à l'aéroport de Zurich en 2009

## Incidents
Le 28 février 1999, un hélicoptère d'Air-Glaciers s'écrase entre Stalden et Saint-Nicolas, tuant trois personnes.
Le 26 septembre 2000, deux hélicoptères d'Air-Glaciers entrent en collision dans le Val de Nendaz, tuant les 8 passagers à bord.
Le 14 juillet 2015, un hélicoptère d'Air-Glaciers s'écrase dans l'Oberland bernois lors d'un vol de routine, tuant le pilote à bord.
Le 30 août 2016, un hélicoptère d'Air-Glaciers déposant des ouvriers du chantier du Nant de Drance s'écrase dans les gorges de Salvan sans faire de victimes.
Le 24 mars 2018, un hélicoptère d'Air-Glaciers s'écrase lors d'une opération de sauvetage à Grand-Saint-Bernard sans faire de victimes.
Le 2 avril 2024, un hélicoptère d'Air-Glaciers s'abîme au Petit Combin lors d'un vol héliski. Consécutivement à la collision, des parties de l'hélicoptère glissent dans la pente de la face NW. Une avalanche se déclenche et emporte la cellule et les occupants qui sont éjectés. 3 occupants sont mortellement blessés dont le pilote et 3 occupants sont blessés.